# بونیک فوربز
بونیک فوربز (انگلیسی: Boniek Forbes؛ زادهٔ ۳۰ سپتامبر ۱۹۸۳) بازیکن فوتبال اهل بریتانیا است.
از باشگاه‌هایی که در آن بازی کرده‌است می‌توان به باشگاه فوتبال هورنچورج، باشگاه فوتبال ایست تاروک یونایتد، باشگاه فوتبال تاروک، باشگاه فوتبال ردبریج، باشگاه فوتبال چلمزفورد سیتی، باشگاه فوتبال بیشاپس استورتفورد، باشگاه فوتبال هیبریج، باشگاه فوتبال اینفیلد تاون، باشگاه فوتبال چزنت، و باشگاه فوتبال لیتون اورینت اشاره کرد.